# Kostel svatého Ducha (Split)
Kostel svatého Ducha ve Splitu (chorvatsky Crkva svetog Duha u Splitu) je středověký římskokatolický kostel v severozápadní části Gradu, historického centra chorvatského města Split. Objekt je chráněn jako kulturní statek a nemovitý kulturní majetek s označením Z-4644. 

## Historie
Předrománský kostel, jenž byl původně součástí většího komplexu budov, jehož některé pozůstatky se dochovaly dodnes, prošel v průběhu staletí řadou architektonických úprav, zejména v době gotiky.

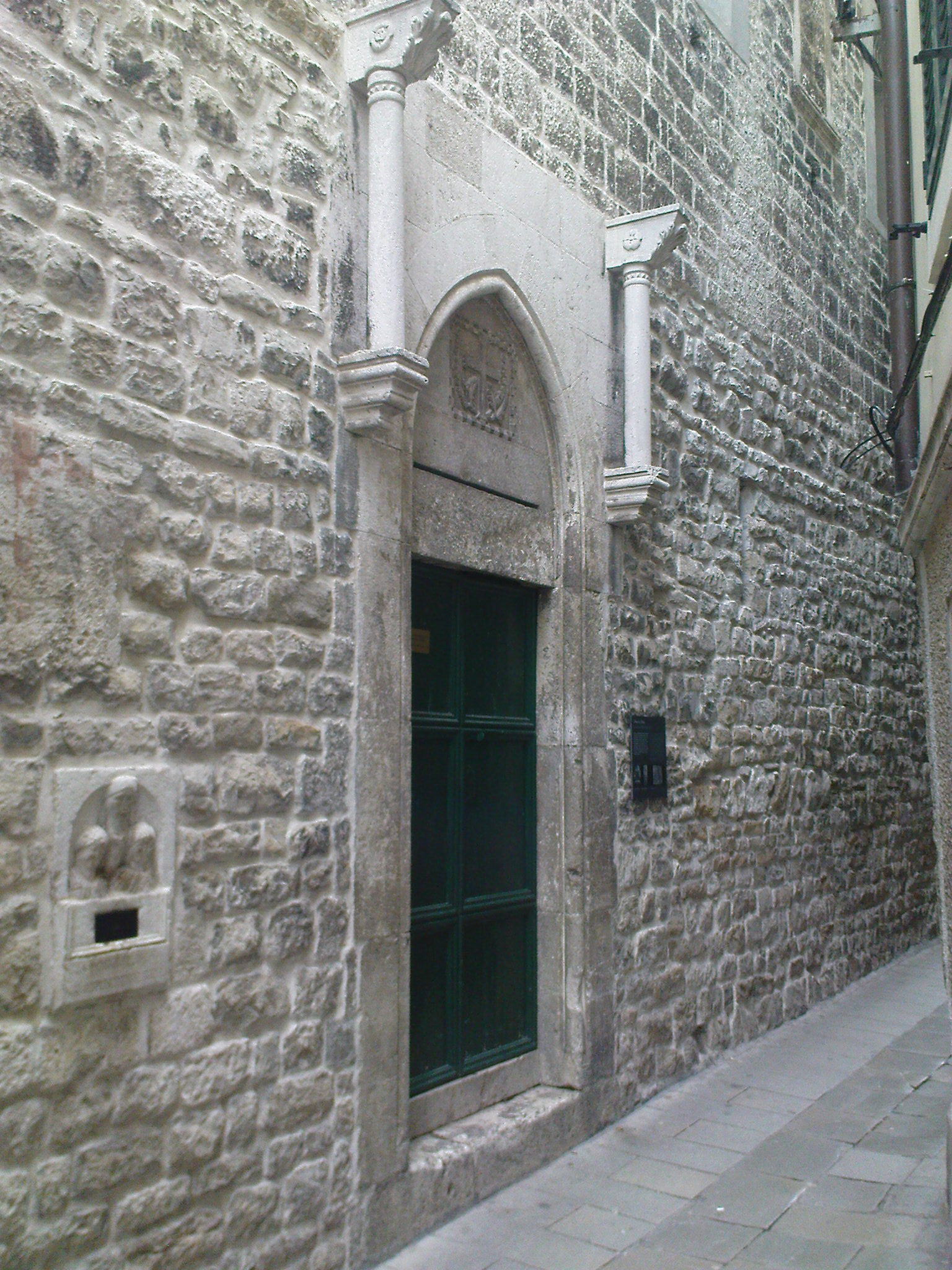
Jižní portál kostela sv. Ducha

Kostel byl postaven v 11. století v předrománském slohu na místě dřívějšího jednolodního kostela s půlkruhovou apsidou.
Z románského období se v kostele zachovaly dva reliéfy zobrazující Ježíše Krista, jeden se nachází na lunetě portálu nádvoří a druhý na západní stěně kostela.
Od roku 1342 se město rozšířilo západním směrem a kostel byl do něho zahrnut. Celá čtvrť pak byla pojmenována po kostele, což hovoří o jeho důležitosti. Sídlilo zde jedno z nejslavnějších městských bratrstev.
Ve 14. století byl kostel sv. Ducha celkově přestavěn a rozšířen. Loď kostela byla v raně gotickém období rozšířena na východ o 1,75 metru a byla přistavěna nová čtvercová apsida zakrytá lomenou klenbou a budova byla také navýšena. 

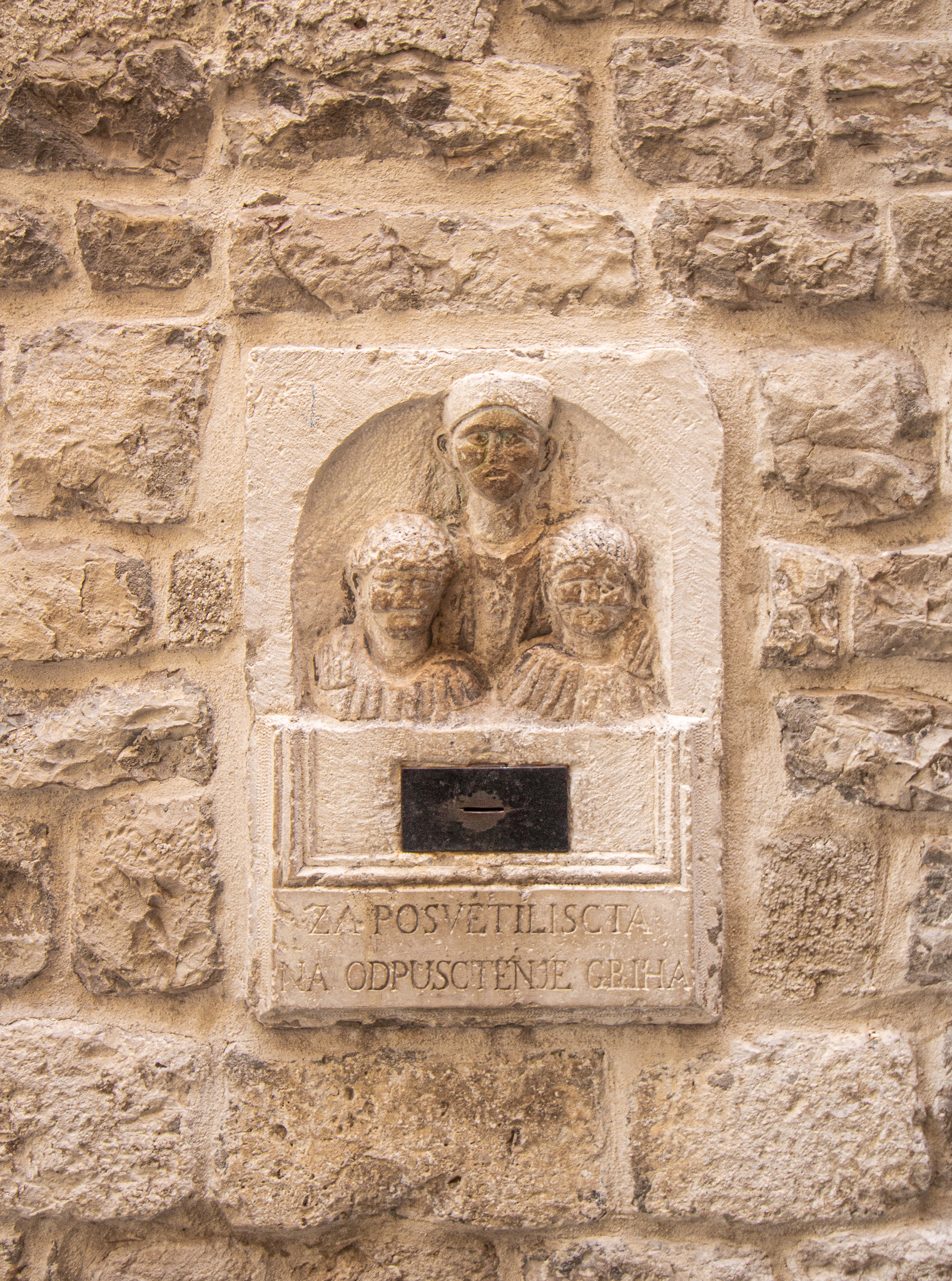
Reliéf se schránkou na odpustky na zdi u jižního vstupu do kostela.

Z doby barokní je v kostele pozlacený svatostánek od neznámého umělce a náhrobek splitského umělce Andrije Alešiho (1425-1505).
7. října 2020, na svátek Panny Marie Růžencové, byla v kostele sv. Ducha slavnostně zahájena trvalá eucharistická adorace. V nedaleké katedrále sv. Domnia (Dujama) se konala svatá mše, kterou sloužil splitsko-makarský arcibiskup mons. Marin Barišić.